# Féregyház
Féregyház, 1910-ig Féregyháza (románul: Firiteaz, németül: Firiteaß) falu Romániában, a Bánságban, Arad megyében.

## Nevének eredete
Neve a középkori Fejéregyház névből módosult a szerb, majd a román nyelvben. Eredetileg fehér falú templomára utalt. Mai névalakját már a helységnévrendezés előtt is használták, például pecsétjén is így szerepelt. Történeti névalakjai: Feyereghaz (1256), Ferithaz (1561), Félegyhaz (1563), Fereghaz (1570), Felity (1647), Firischaz (1717), Firitiasch (1723–1725), Firigyháza (1858).

## Története
A középkorban valószínűleg magyar lakosságú falu volt, amely az 1550-es–1570-es években pusztult el. Az 1640-es években szerbek költöztek be, majd a 18. század elején románokkal települt újra. 1781-ben Szerviczky György mint a törökkanizsai uradalomhoz tartozó pusztát vásárolta meg a kincstártól. 1804-ben a Szerviczky család birtoka egy részét haszonbérbe adta ki tápai, algyői és hantházai magyaroknak. A falu csak 1858-ban költözött mai helyére. Lakói a 19. század második felétől jórészt kertészkedéssel foglalkoztak. A középkorban Arad, a 19. században Temes vármegyéhez tartozott.
Az egykori községházát nemrég gyermekotthonnak alakították át, amelyben 60 otthontalan és árva gyermeket helyeztek el.

## Népessége
- 1900-ban 1264 lakosából 865 volt román, 321 magyar és 72 német anyanyelvű; 884 ortodox, 344 római katolikus, 16 református és 10 evangélikus vallású.
- 2002-ben 444 lakosából 375 volt román, 64 magyar és 4 cigány nemzetiségű; 319 ortodox, 72 római katolikus, 32 baptista és 21 pünkösdista vallású.

## Látnivalók
- Ortodox temploma 1817-ben épült és egy 16. vagy 17. századi fakeresztet őriznek benne. Római katolikus kápolnáját az 1960-as években emelték.
- A falu nyugati határában középkori vár nyomai láthatóak.

## Híres emberek
- A faluhoz tartozó tanyán született  1871. március 16-án József Áron, József Attila édesapja.

## Külső hivatkozások
- Virtuális Féregyház (románul)
- Egy Féregyházra települt luzerni biogazda website-ja (németül) (angolul)